# Petr Meindlschmid
Petr Meindlschmid (* 15. Januar 2006 in Uherské Hradiště) ist ein tschechischer Leichtathlet, der sich auf den Weitsprung spezialisiert hat.

## Sportliche Laufbahn
Erste internationale Erfahrungen sammelte Petr Meindlschmid beim Europäischen Olympischen Jugendfestival (EYOF) 2022 in Banská Bystrica, bei dem er mit einer Weite von 7,29 m die Goldmedaille gewann. Im Jahr darauf belegte er beim EYOF in Maribor in 10,77 s den vierten Platz im 100-Meter-Lauf und verteidigte im Weitsprung mit windunterstützten 7,90 m seinen Titel. Zudem kam er mit der tschechischen Sprintstaffel (1000 Meter) im Vorlauf nicht ins Ziel. 2024 belegte er bei den Europameisterschaften in Rom mit neuem U20-Rekord von 8,03 m den siebten Platz im Weitsprung und anschließend schied er bei den Olympischen Sommerspielen in Paris mit 6,97 m in der Qualifikationsrunde aus. Auch bei den U20-Weltmeisterschaften in Lima verpasste er mit 7,24 m den Finaleinzug. Im Jahr darauf wurde er bei der 1. Liga der Team-Europameisterschaft in Madrid mit 7,82 m Achter, ehe er bei den U20-Europameisterschaften in Tampere mit 7,89 m die Goldmedaille gewann.
2024 wurde Meindlschmid tschechischer Meister im Weitsprung.

## Persönlichkeiten
- 100 Meter: 10,66 s (+1,1 m/s), 5. Mai 2024 in Ostrava
  - 60 Meter (Halle): 6,98 s, 6. Januar 2024 in Ostrava
- Weitsprung: 8,03 m (−0,5 m/s), 8. Juni 2024 in Rom (tschechischer U20-Rekord)